# 기리하타 가즈시게
기리하타 가즈시게(일본어: 桐畑 和繁, 1987년 6월 30일 ~ )는 일본의 전 축구 선수이다.

## 구단 경력
그는 2006년부터 2022년까지 J리그의 가시와 레이솔, FC 기후에서 활동하였다.

## 국가대표팀 경력
그는 2007년 FIFA U-20 월드컵에 참가할 일본 U-20 국가대표팀에 선발되었으나 경기에 출전하지는 못하였다.